# LR-300突擊步槍
LR-300（LR，全寫：Light Rifle，意為：輕型步槍；300，有效射程）是一款由美国槍械製造商Z-M武器公司所研製、先後由Z-M武器公司和帕拉美國公司所生產的突击步枪及改裝套件，發射5.56×45毫米北約口徑步枪子彈。

## 歷史
LR-300在2000年至2007年之間是由Z-M武器公司銷售，然後在2008年Z-M公司被加拿大帕拉軍工廠有限公司的美國子公司，帕拉美國公司所收購，並從2009年開始LR-300更改了戰術導軌型護木後重新向美國市場推出。

## 設計細節
LR-300被吹捧為一款“極優秀的突入武器系統”，表示它適合在近身距離作戰等的軍事用途之中使用，這往往涉及到進攻性和快速建築物突入，需要一款小巧但威力強大的擊發調變式武器。
另外還值得注意的是LR-300步槍可以使用可完全折疊及調節式骨骼槍托。大部分的AR-15／M16步槍系列的衍生型都具有一個厚實的，圓筒型後座力緩衝器套管，更正確來說應稱為機匣延伸部，從機匣後部直線延伸出大約200毫米（7.87英吋），該槍族沒有它就不能操作。但亦是因為這種設計，而在一般而言地，限制了這槍族的各類槍托的選擇，就是固定式或伸縮式槍托，而不能使用折疊式槍托或是現代突擊步槍上出現的可折疊及伸縮式槍托。然而，LR-300採用的是AR-15的標準型直接導氣式氣動操作系統的改進版本，從而解決了使用機匣延伸部的需要。
其機框氣動座連桿總成被延長至超出其正常長度，以形成一根類似M14或AK的活塞連操作桿，延長到前護木的頂部。其機框氣動座連桿總成當中包括了復進簧，該彈簧被固定在機匣的前面和機框氣動座連桿總成前端的套環之間。導氣管從前端的準星基座的導氣箍開始向後運動並且進入機框氣動座連桿總成。使用這種方式，LR-300步槍在射擊的時候，至少有一部份的高壓燃燒氣體會從其導氣管內在護木區域排出，而不是在機匣區域。這意味著在LR-300步槍的機匣後部不需要裝上延伸部及其內部的標準緩衝組件，使其容許裝上折疊式槍托，以縮短武器的總長度，使得這種武器為市場上最緊湊的M4（亦可說是特種部隊的夢寐以求）；同時射擊時火藥燃燒後剩下的污物和積碳殘渣都不會像原來的直接導氣般殘留在槍機機框和上機匣以內，這使得LR-300的清潔保養不致頻繁。
LR-300步槍的扳機與拉機柄、复进助推器、彈匣釋放按鈕、槍機釋放按鈕一樣，與AR-15／M16步槍系列都是完全相同的。槍管膛線纏距為1：9，內膛鍍铬，而槍口裝上了「幻影」式消焰器。
和各種目前流行的机枪、步枪及冲锋枪一樣，LR-300-ML步槍亦可利用護木前端的左右和底部都設有預留安裝戰術導軌片的預鑽洞，讓使用者以每兩顆安裝螺絲的方式裝上MIL-STD-1913戰術導軌片，以便安裝對應導軌的戰術燈、雷射瞄準器、垂直前握把、兩腳架、40毫米榴彈發射器（例如M203）這些戰術配件；而平頂式機匣至護木的頂部亦整合了全長度MIL-STD-1913戰術導軌，以便安裝多種類型的日間／夜間光学瞄准镜、紅點鏡／反射式瞄準鏡、全息瞄準鏡、棱鏡式瞄準鏡、夜視鏡和／或熱成像儀瞄準系統。平頂式機匣至護木頂部的全長度MIL-STD-1913戰術導軌方便串連式安裝光學瞄準具，前後串連式安裝配置模式可以擴大瞄準具附件的加裝應用模式。
由帕拉美國公司出售的版本被稱為戰術目標步槍（英語：Tactical Target Rifle，簡稱：TTR），在很多細節（包括槍管長度和消焰器）與Z-M武器公司所產生的原型版本相比有所不同。

## 型號
- LR-300 ML-A：軍事／執法機關型號（擊發調變式版本）。具有一根293毫米（11.54英寸）槍管，铝製前護木，並可半自動（英语：Semi-automatic firearm）或全自動射擊。價錢為$1,815.00。
- LR-300 ML-N：軍事／執法機關型號（擊發調變式版本）。具有一根293毫米（11.54英寸）槍管，尼拉特隆（英語：Nylatron）製可連接MIL-STD-1913戰術導軌式前槍托，並可半自動或全自動射擊。價錢為$1,840.00。
- LR-300 SR-A：運動步槍型號（半自動射擊版本）。具有一根419毫米（16.5英寸）槍管，铝製前護木，只能半自動射擊。價錢為$1,765.00。
- LR-300 SR-N：運動步槍型號（半自動射擊版本）。具有一根419毫米（16.5英寸）槍管，尼拉特隆（英語：Nylatron）製可連接MIL-STD-1913戰術導軌式前槍托，只能半自動射擊。價錢為$1,788.00。

## 流行文化

### 電影
- 2015年—：型號為Z-M LR-300ML-A，由卡爾·雷斯（Kyle Reese，傑·寇特尼飾演）所使用。

### 電子遊戲
- 2000年—《Urban Terror》：型號為LR-300ML，命名為“ZM LR300”，奇怪地能夠三發點放。
- 2007年—：型號為LR-300ML，裝上SUSAT光學瞄準鏡、抑制器和M203，命名為“TRS301”，廣泛由傭兵團和自由團所使用。奇怪的在每次射擊後防塵蓋會自動閉上。武器模組採用鏡像佈局（拋殼口和復進助推器在左邊）。
- 2008年—：型號為LR-300ML，可裝上SUSAT光學瞄準鏡、抑制器和M203，命名為“TRS301”，廣泛由傭兵團和自由團所使用。奇怪的在每次射擊後防塵蓋會自動閉上。武器模組採用鏡像佈局（拋殼口和復進助推器在左邊）。
- 2009年—：型號為LR-300ML，可裝上SUSAT光學瞄準鏡、抑制器和M203，命名為“TRS301”，廣泛由傭兵團和自由團所使用。奇怪的在每次射擊後防塵蓋會自動閉上。武器模組採用鏡像佈局（拋殼口和復進助推器在左邊）。
- 2013年—《俠盜獵車手V》：命名為「卡賓步槍」。
- 2013年—：最早於韓國版2016年5月26日時推出。型號為LR-300ML，在遊戲中使用啞黑色槍身，命名為「Z-M LR300」。
- 2016年—《RUST》：八月於更新添加至遊戲中，能裝備下掛戰術槍燈、雷射指示器，槍口則是可以槍口抑制器、制退器、助退器，瞄準具除了自帶機械瞄具還可以改裝自製照門及鐵釘準心、全息瞄具、八倍固定倍率鏡與四至十六倍調整倍率鏡（調整鏡為2024年12月加入），預設為全自動模式以及可切換為三點射擊模式（於2022/11月加入），射距也是遊戲中排行第三長距的步槍。

## 外部連結
- （英文）—EnemyForces.com—LR-300 Assault Rifle （页面存档备份，存于）
- （英文）—Z-M Weapons （页面存档备份，存于）
- （英文）—Image of an LR 300 equipped with a bipod. （页面存档备份，存于）
- （英文）—Para USA makers of LR300 Variant designated Tactical target rifle
- （英文）—Modern Firearms—Z-M Weapons LR-300 assault rifle / Para USA Tactical TargetRifle （页面存档备份，存于）
- （英文）—The Firearm Blog.com—
  - Para Ordnance TTR AR-15 （页面存档备份，存于）
  - Para Ordnance Tactical Target Rifle internals （页面存档备份，存于）
- （英文）—Tactical-Life.com—
  - PARA USA TACTICAL TARGET RIFLE 5.56mm（页面存档备份，存于）
  - PARA USA TTR 5.56mm（页面存档备份，存于）
  - PARA USA TTR 5.56mm（页面存档备份，存于）
- （简体中文）—D Boy Gun World（槍炮世界）—Z-M公司的LR300系列 （页面存档备份，存于）